# Copa do Mundo Feminina de Clubes da FIFA de 2028
A Copa do Mundo Feminina de Clubes da FIFA de 2028 será a edição inaugural planejada da Copa do Mundo Feminina de Clubes da FIFA, uma competição internacional de futebol de clubes organizada pela FIFA. Inicialmente agendado para ser disputado em janeiro e fevereiro de 2026, o torneio foi adiado para o mesmo período de 2028.

## Antecedentes
A FIFA anunciou inicialmente planos para estabelecer uma competição global de clubes femininos em maio de 2021. Esta seria estruturada de forma um pouco semelhante ao novo torneio de clubes masculino e sua primeira edição em 2025. O Conselho da FIFA aprovou o calendário atualizado do futebol feminino no 74º Congresso da FIFA realizado em Bangkok em maio de 2024, que incluiu a primeira Copa do Mundo de Clubes Femininos no início de 2026. Inicialmente programado para ser disputado em janeiro e fevereiro de 2026 e realizado a cada quatro anos, o torneio foi adiado para 2028.

## Alocação de vagas
A alocação de vagas para a edição inaugural será a seguinte:
- AFC, CAF, CONCACAF e CONMEBOL: duas vagas diretas e uma vaga de play-in cada
- UEFA: cinco vagas diretas e uma vaga de play-in
- OFC: uma vaga de play-in

### Equipes classificadas
| Confederation | Team(s)                               | Qualification                                                 | Qualified date(s)  |
| ------------- | ------------------------------------- | ------------------------------------------------------------- | ------------------ |
| AFC           | Wuhan Jiangda                         | Vencedor da Liga dos Campeões Feminina da AFC de 2024–25      | 24 de maio de 2025 |
| UEFA          | Arsenal                               | Vencedor da Liga dos Campeões Feminina da UEFA de 2024–25     | 24 de maio de 2025 |
| CONCACAF      | Gotham FC                             | Vencedor da Copa dos Campeões Feminina da CONCACAF de 2024–25 | 24 de maio de 2025 |
|               | Equipes que entram na fase de play-in |                                                               |                    |